# Castelnuovo della Daunia
Castelnuovo della Daunia – miejscowość i gmina we Włoszech, w regionie Apulia, w prowincji Foggia.
Według danych na rok 2004 gminę zamieszkiwały 1763 osoby, 28,9 os./km².